# Palmerar del Bell Resguard

## Descripció
Palmerar compost per vàries espècies de palmeres, de les quals destaquen la palmera de Canàries (Phoenix canariensis). El tronc és alt i estilitzat, acabat en una corona de la qual parteixen nombroses fulles. L'Alçada mitjà d'aquest conjunt era d'uns 14 a 15 metres d'alçada. El tronc és relativament prim, no arribant al metre d'amplada. La base de les fulles, que acostumen a mesurar uns cinc metres de llargada, i formen al seu voltant una coberta grossa i compacta. Amb el pas dels anys, la base d'aquestes fulles s'asseca i cauen. Són pinnades, de limbe lanceolat, fortes i rígides. Tenen entre 80 a 100 folis, força curts, i pecíol amb espines a la base, que desapareixen progressivament a l'extrem de la fulla. El seu fruit és el dàtil, més petit que el de la palmera datilera africana. Malgrat són comestibles, no tenen gaire gust. La majoria d'aquesta espècie en estat adult es troben afectades per una plaga provinent de Polinèsia i que provoca la mort irremeiablement de la palmera. Se n'han comptabilitzat 14, tot i que han estat podades i tractades amb insecticides. Pel que fa a les petites, no semblen de moment afectades per l'escarabat morrut.
Pel que fa a la palmera datilera (Phoenix datylifera) tot i que poden mesurar 20 metres d'alçada, les representades aquí són més petites, amb un sol estípit d'entre 40 a 50 cm de diàmetre. La capçada és menys frondosa que en la de canàries. Les palmes són pinnades de color verd verd grisós.
Dues espècies a destacar són la washingtònia (Washingtònia filifera) i la washingtònia robusta (Washingtònia robusta). Per la primera d'elles, l'alçada mitja d'aquesta espècie es troba al voltant dels 16 metres, amb una volta de canó de 90 cm a 1metre aproximadament. Presenta un estípit fort i recte. Manté a sobre durant molt de temps les fulles que es van assecant, tot i que en el moment de la realització del mapa, havien estat podats deixant a la vista les fulles de color verd grisós. Aquestes són palmades formant grans ventalls, amb un limbe de fins a 2 metres de diàmetre. La floració es produeix a la primavera, amb flors blanques agrupades en inflorescències que pengen. El fruit, ovoide i de color negrós, madura a la tardor i mesura uns 6 mm de diàmetre. Aquesta palmera resisteix molt bé el fred.
Pel que fa a la washingtònia robusta (Washingtònia robusta)també en tenim representades en aquest parc. Té un sol estípit, prim i esvelt, d'uns 16 metres d'alçada i una volta de canó d'uns 80 cm. Les fulles són palmades, d'un metre de diàmetres. El pecíol té un metre de longitud, amb dents corbats en els marges. És hermafrodita. La floració també es produeix a la primavera, amb les flors de color crema agrupades en inflorescències d'entre 2 i 3 m de longitud.
També s'ha observat alguna espècie de palmera excelsa (Trachycarpus). D'un sol estípit, mesurant uns 5 m d'alçària. Es tracta d'una palmera molt fina i esvelta, recoberta per les beines de les fulles ja caigudes. Les fulles són palmades, arrodonides, de color verd fosc per l'anvers i verd grisós al revers. Mesuren una mica més d'1 m de diàmetre. Les flors són de color groc perfumades.
Finalment, i com a més representatives d'aquest parc, tenim el margalló (Chamaerops humilis). Es tracta d'una palmera dioica amb diversos estípits, tot i que de vegades només en tenen un. Mesuren entre 3 i 4 metres d'alçada. Les fulles són palmades de color verd fosc, amb una lleugera forma circular, entre 40 i 80 cm de diàmetre. El pecíol té moltes punxes o espines de 2 a 3 cm de longitud. Les inflorescències acostumen a mesurar entre 15 i 20 cm de longitud. Són de color groc, petites i hermafrodites. El fruit, conegut com a dàtil de rabosa és arrodonit i lleugerament carnós, de color groc rogenc sense cap valor culinari.

## Història
Formava part del jardí romàntic de la Casa del Marquès del Masnou, anomenada també Bell Resguard.
La palmera de Canàries fou introduïda a la costa mediterrània fa segles. Va ser un arbre molt apreciat dels jardins romàntics del segle XIX, i símbol de ben estar.